# Koppartjärnen, Västmanland
Koppartjärnen är en sjö i Hällefors kommun i Västmanland och ingår i Norrströms huvudavrinningsområde.